# Нихали
Нихали (нахали) или кальто — изолированный язык, распространённый в западно-центральной части Индии (штаты Мадхья-Прадеш и Махараштра, к югу от реки Тапти около деревни Темби, округ Нимар). Число носителей — около 2500 человек (2016). 
Последователи Джозефа Гринберга («мегалокомпаративисты») предполагали, что нихали связан с языком кусунда, распространённым в центральном Непале, с андаманскими языками и — что менее вероятно — с гипотетической индо-тихоокеанской семьёй. Ряд лингвистов, в том числе Майкл Витцель из Гарварда и Джозеф Гринберг из Стэнфорда, предположили наличие связи между нихали и айнским языком.
Существует также мнение, согласно которому нихали — смешанный язык с элементами арго.

## Название
Название языка происходит от слова nahal, означающего «тигр».

## Лексика
Лексика нихали содержит очень много заимствований из соседних индоарийских (например, маратхи), дравидийских и мунда языков, однако многие его основополагающие слова не имеют соответствий в других мировых языках. По оценкам, число заимствований значительно превышает количество всё ещё используемых исконных слов, не имеющих соответствий в других мировых языках.
Примеры слов:
- peːñ «голова»
- jikit «глаз»
- kalen «яйцо»
- poe, pyu «птица»
- ca:n «рыба»
- joppo «вода»
- ḍãːy «дорога»
- jumu «имя»
- ḍelen- «пить»
- eːr-, eṛe- «ходить»
- ingi «мы»
- nani «кто»